# Sh2-63
Sh2-63 est une nébuleuse obscure visible dans la constellation du Sagittaire.
Elle est identifiée dans la partie nord-est de la constellation, à la frontière avec l'Aigle et le Capricorne. Elle apparaît complètement invisible à l'observation à l'aide d'instruments amateurs. La période la plus favorable pour son observation dans le ciel du soir se situe entre les mois de juin et d'octobre et est facilitée dans les régions méridionales.
Ce nuage faible et peu lumineux se présente comme un filament orienté dans une direction nord-est-sud-ouest, à partir duquel bifurque un filament secondaire qui s'incline vers le sud. Il est situé à une latitude galactique élevée et à seulement 220 parsecs du système solaire, c'est l'un des nuages les plus proches connus. L'environnement galactique est le même que d'autres petits filaments nébuleux, tels que Sh2-33 et Sh2-36, bien qu'ils soient situés à des latitudes galactiques différentes, et les grands bancs de nuages sombres qui composent le Rift de l'Aigle, dont Sh2-63 pourrait faire partie. Ce nuage, bien visible à la longueur d'onde du CO, coïncide avec le complexe nébuleux MBM 159.